# ناحیه دیره بگتی
ناحیه دیره بگتی (به انگلیسی: Dera Bugti District) یکی از ناحیه‌های پاکستان در پاکستان است که در ایالت بلوچستان واقع شده. تا قبل از بوجود آمدن کشور پاکستان این بخش جزو ایالت سند بود و مردم این ناحیه مردمان سندی تبار هستند که به زبان زبان سندی تکلم میکنند. ناحیه دیره بگتی ۱۰٬۱۵۹ کیلومتر مربع مساحت و ۳۱۲٬۶۰۳ نفر جمعیت دارد.